# Башките, Виктория
Виктория Башките (эст. Viktoria Baškite, 6 августа 1985, Таллин) — эстонская шахматистка, чемпионка Эстонии по шахматам (2000), международный мастер среди женщин (2004).

## Биография
Дочь литовского отца и русской матери. В 2003 году окончила русскую гиманзию в Ласнамяэ. В 2005 году закончила бакалавриат в механическом факультете Таллинского технического университета, а в 2008 году там же стала магистром. Выпускница шахматной школы Таллина, одним из тренеров был и международный мастер Иво Ней. 
С 2000 по 2003 год четыре раза подряд побеждала на юношеских чемпионатах Эстонии по шахматам. С 1995 по 2003 год участвовала в юношеских чемпионатах Европы и Мира в разных возрастных группах. Лучший результат — 9 место на чемпионате Европы в группе до 18 лет (2002). В 2001 году победила на чемпионате Эстонии по быстрым шахматам. В чемпионатах Эстонии по шахматам завоевала золотую (2000), 2 серебряные (2001, 2006) и 3 бронзовые медали (2002, 2003, 2005). 
Пять раз представляла Эстонию на шахматных олимпиадах (2000—2008) и один раз на командных первенствах Европы по шахматам (2007). В 2003 и 2004 годах побеждала на открытом юниорском чемпионате Швеции по шахматам. В 2004 году была признана лучшей молодой шахматисткой Эстонии.

## Изменения рейтинга
| Графики недоступны из-за технических проблем. См. информацию на Фабрикаторе и на mediawiki.org. |